# Донє Вино
46°05′ пн. ш. 15°51′ сх. д. / 46.08° пн. ш. 15.85° сх. д.
Донє Вино (хорв. Donje Vino) — населений пункт у Хорватії, у Крапинсько-Загорській жупанії у складі громади Крапинські Топлиці.

## Населення
Населення за даними перепису 2011 року становило 123 осіб.
Динаміка чисельності населення поселення:

## Клімат
Середня річна температура становить 10,07 °C, середня максимальна – 24,20 °C, а середня мінімальна – -6,38 °C. Середня річна кількість опадів – 1004 мм.
| Клімат поселення                              | Клімат поселення | Клімат поселення | Клімат поселення | Клімат поселення | Клімат поселення | Клімат поселення | Клімат поселення | Клімат поселення | Клімат поселення | Клімат поселення | Клімат поселення | Клімат поселення | Клімат поселення |
| Показник                                      | Січ.             | Лют.             | Бер.             | Квіт.            | Трав.            | Черв.            | Лип.             | Серп.            | Вер.             | Жовт.            | Лист.            | Груд.            |                  |
| Середній максимум, °C                         | 5,68             | 7,74             | 11,98            | 16,40            | 21,20            | 24,20            | 23,58            | 23,04            | 19,08            | 13,96            | 8,27             | 4,61             |                  |
| Середня температура, °C                       | −0,36            | 1,71             | 5,94             | 10,35            | 15,17            | 18,16            | 19,80            | 19,25            | 15,29            | 10,18            | 4,47             | 0,82             |                  |
| Середній мінімум, °C                          | −6,38            | −4,32            | −0,08            | 4,34             | 9,15             | 12,14            | 16,01            | 15,46            | 11,50            | 6,38             | 0,70             | −2,98            |                  |
| Норма опадів, мм                              | 50               | 52               | 69               | 73               | 86               | 117              | 96               | 98               | 99               | 96               | 97               | 71               |                  |
| Середньомісячна швидкість вітру, м/с          | 1.70             | 1.89             | 2.27             | 2.20             | 2.10             | 1.90             | 1.80             | 1.63             | 1.60             | 1.66             | 1.76             | 1.72             |                  |
| Середньомісячна сонячна радіація, кДж/м²·день | 4063             | 6804             | 10423            | 14793            | 18875            | 20560            | 21443            | 18600            | 13824            | 8618             | 4486             | 3223             |                  |
| --------------------------------------------- | ---------------- | ---------------- | ---------------- | ---------------- | ---------------- | ---------------- | ---------------- | ---------------- | ---------------- | ---------------- | ---------------- | ---------------- | ---------------- |
| Джерело:                                      |                  |                  |                  |                  |                  |                  |                  |                  |                  |                  |                  |                  |                  |